# Operação Ciclone
A Operação Ciclone foi o nome em código do programa da Agência Central de Inteligência (CIA) para armar os mujahideen no Afeganistão durante a invasão soviética do Afeganistão (1979-1989). A Operação Ciclone é uma das operações da CIA mais longas e dispendiosas já realizadas, cujo financiamento começou com US$ 20-30 milhões por ano em 1980 e chegou a 630 milhões de dólares por ano em 1987.

## História

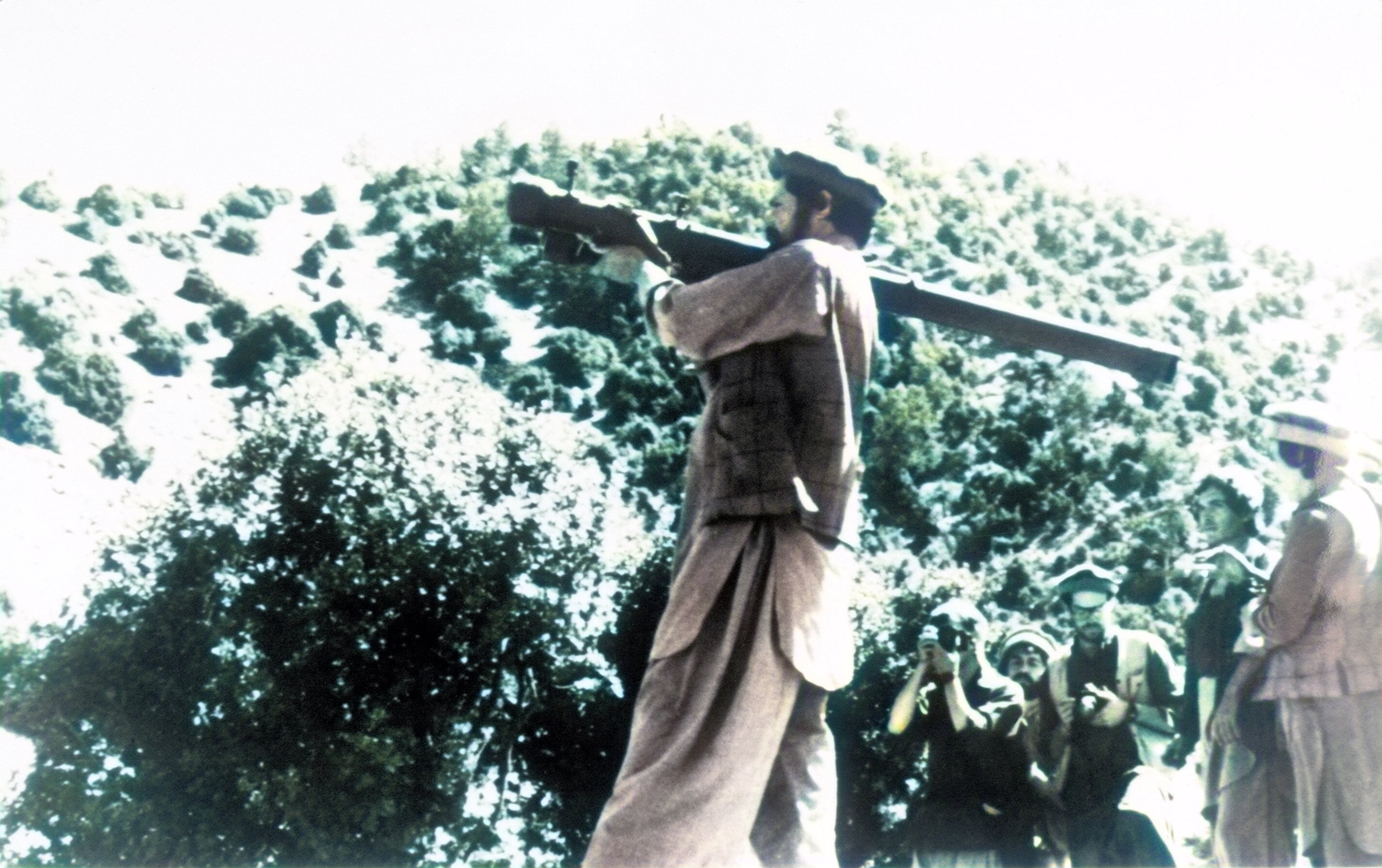
Um mujahideen afegão em 1988, equipado com um lançador de mísseis terra / ar 9K32 Strela-2 da Operação Ciclone financiada pela CIA

Durante a Guerra Fria (1947-1991) entre os Estados Unidos e a União Soviética, após o golpe de Estado comunista no Afeganistão em 1978 e a invasão soviética do Afeganistão em 1979, o Presidente dos EUA Jimmy Carter disse que "a invasão soviética do Afeganistão é a maior ameaça à paz desde a Segunda Guerra Mundial". O conselheiro de segurança nacional de Carter, Zbigniew Brzezinski, afirmou que o esforço dos EUA para ajudar os mujahideens afegãos foi precedida por um esforço para forçar a União Soviética a se envolver num conflito custoso e alegadamente distrator, como a Guerra do Vietnam.
Em 3 de Julho de 1979, Jimmy Carter assinou o decreto presidencial que autoriza financiamento da guerrilha anticomunista no Afeganistão. Esta ordem secreta foi assinada depois de um golpe comunista e da instalação de um presidente pró-soviético, e seis meses antes da invasão do Afeganistão pela URSS em dezembro de 1979, a conselho de seu assessor de segurança nacional, Zbigniew Brzezinski, que esperava que Moscou interviesse com as suas tropas no país e, portanto, de acordo com Chalmers Johnson, atolasse em um "Vietnã soviético". Em 1998, Brzezinski disse ao Nouvel Observateur: "O dia em que os soviéticos atravessaram oficialmente a fronteira, escrevi ao presidente Carter: "Nós temos agora a oportunidade de dar à URSS uma guerra do Vietnã".
O programa baseou-se fortemente no uso da inteligência paquistanesa, o ISI, apoiado pelos serviços de inteligência da Grã-Bretanha (MI6), Egito, Arábia Saudita, China e Israel, como um intermediário para a distribuição dos fundos, repassar armas, treinamento militar e apoio financeiro aos grupos da resistência afegã.
Na administração de Ronald Reagan, o apoio dos EUA aos mujahideen afegãos evoluiu para se converter numa parte central da política externa norte-americana, a chamada de "Doutrina Reagan", pelo qual os Estados Unidos forneceram assistência militar
a movimentos de resistência anti-comunistas no Afeganistão, Angola, Nicarágua e outros países. Para implementar essa política, o presidente Ronald Reagan implantou a oficiais paramilitares da Divisão de Atividades Especiais da CIA para treinar, equipar e comandar as forças de mujahedin contra o Exército Vermelho.
Através do ISI, a CIA ajuda tropas de Ahmad Shah Massoud, mas também movimentos islâmicos, como os de Jalaluddin Haqqani  (futuro ministro das fronteiras do Taliban) ou de Gulbuddin Hekmatyar, um dos "senhores da guerra" mais favorecidos pelo ISI paquistanês. A equipe do ISI treinou mais de 100 mil homens entre 1978 e 1992 com um orçamento americano progressivo no total entre 3 e 20 bilhões. Cerca de 35 mil muçulmanos estrangeiros de 43 países islâmicos, participaram nesta guerra.
O bilionário Osama bin Laden, fundador da Al-Qaida é originalmente um fervoroso defensor da operação da CIA, e é enviado em 1986 a província de Khost por Jalaluddin Haqqani. Bin Laden foi então encarregado de Maktab al-Khadamāt, para o recrutamento de combatentes para o Afeganistão.
A Operação Ciclone foi um sucesso indireto para os Estados Unidos, o que provavelmente contribuiu para o enfraquecimento do Bloco do Leste em 1991. Porém, foi um fator decisivo para a ascensão do Talibã, que perdura até o presente.